# Agelasta transversefasciata
Agelasta transversefasciata är en skalbaggsart som beskrevs av Stefan von Breuning 1936. Agelasta transversefasciata ingår i släktet Agelasta och familjen långhorningar.
Artens utbredningsområde är Filippinerna. Inga underarter finns listade i Catalogue of Life.